# Dolioletta gegenbaueri
Dolioletta gegenbaueri är en ryggsträngsdjursart som beskrevs av Uljanin 1884. Dolioletta gegenbaueri ingår i släktet Dolioletta och familjen tunnsalper. Inga underarter finns listade i Catalogue of Life.